# Monopeltis luandae
Monopeltis luandae — вид плазунів з родини амфісбенових (Amphisbaenidae). Ендемік Анголи.

## Поширення і екологія
Monopeltis luandae мешкають на південь від міста Луанда, в дельті річки Кванза. Вони живуть в сухих саванах і садах, на висоті від 20 до 150 м над рівнем моря.